# Épurge
Euphorbia lathyris
Espèce
Classification phylogénétique
L'épurge, euphorbe des jardins ou euphorbe épurge (Euphorbia lathyris), est une espèce de plantes à fleurs de la famille des Euphorbiaceae. C'est une plante herbacée bisannuelle assez commune en Europe, parfois cultivée dans les jardins.

## Taxonomie
Nom scientifique : Euphorbia lathyris L, famille des Euphorbiacées, sous-famille des  Euphorbioideae, tribu des Euphorbieae, sous-tribu des Euphorbiinae. Ce taxon est parfois erronément nommé (Syn.) Euphorbia lathyrus.
Linné a orthographié l'épithète comme « lathyrus » dans « Sp. Pl. 1: 457. 1753.» et comme « lathyris » dans « Syst. Nat. ed. 10, 2: 1048. 1759.» et «Sp. Pl. ed. 2, 1: 655. 1762.» (cf., Code de Vienne Art. 13.4).
Noms communs : épurge, purge, euphorbe des jardins (attention à ne pas confondre avec Euphorbia peplus qui porte le même nom vernaculaire), chasse-taupe, herbe à la taupe. de : kreuzblättrige Wolfsmilch, en : caper spurge, mole plante, es : lechetrezna.

## Étymologie
Le nom « épurge » vient de l’ancien français espurgier, expurger, en référence aux propriétés purgatives des graines.

## Répartition et habitat
Cette espèce est originaire du sud de l’Europe (France, Italie, Grèce) et de la Chine. Elle s’est naturalisée dans de nombreux pays.
C’est une plante rudérale qui se rencontre dans les friches, les décombres, au voisinage des habitations et dans les jardins.

## Description
Cette plante bisannuelle a un port très particulier : une tige dressée, droite, simple, creuse, se ramifiant seulement vers son sommet et portant des feuilles opposées décussées, c’est-à-dire disposées par paires en croix, à l’horizontale. La tige se prolonge en terre par une racine pivotante. La hauteur de la plante est de 30 à 150 cm.
Les feuilles, d’un vert bleuté (glaucescentes), sont sessiles, entières, allongées (6 à 10 fois plus longues que larges), glabres, un peu embrassantes, se rétrécissant vers leur extrémité terminée par une petite pointe. Elles n’ont qu’une seule nervure blanchâtre. La largeur des feuilles atteint 15 mm.
Les fleurs sont en réalité de petites inflorescences condensées (cyathes), dont les glandes ont ici une forme de croissant à cornes courtes. Les fleurs, jaunes ou verdâtres, sont réunies en grandes ombelles à 4-6 rayons qui se subdivisent plusieurs fois. Les bractées, libres, qui marquent ces bifurcations ont une forme ovale différente de celle des feuilles. L'involucre à la base des ombelles est composée de 4 bractées réunies en croix.

Les fruits (capsules), de la taille d’une grosse câpre (jusqu'à 2 cm), sont formés de trois parties arrondies, lisses, spongieuses. Les graines globuleuses sont brunes, rugueuses.

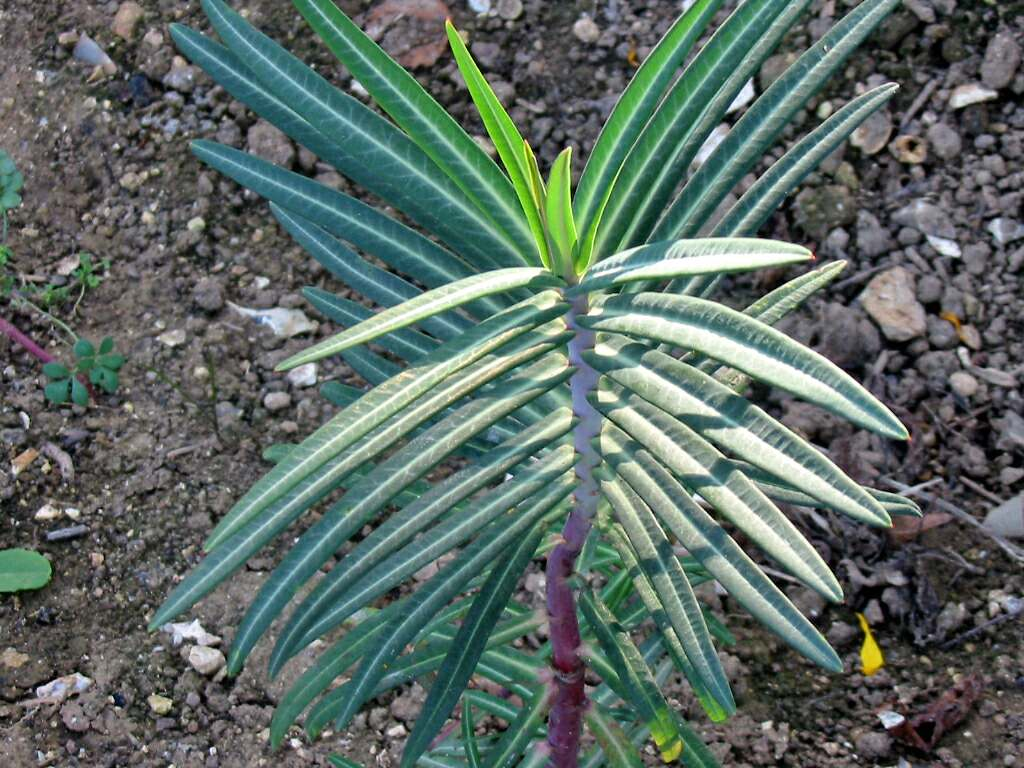
Tige feuillée
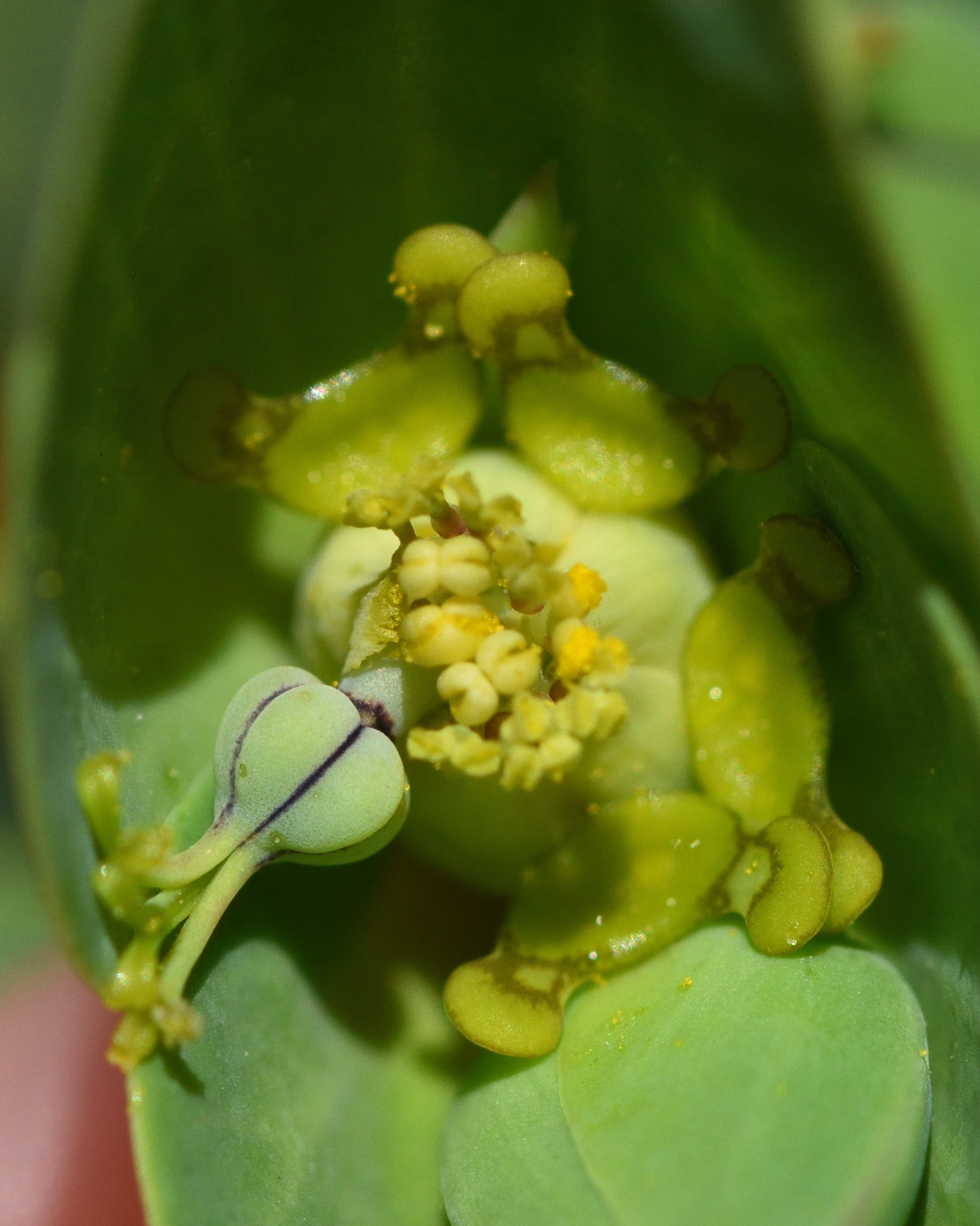
Détail d'une fleur d'euphorbe épurge
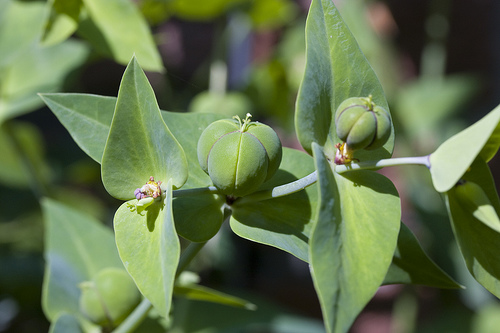
Fruit et fleurs d'euphorbe épurge
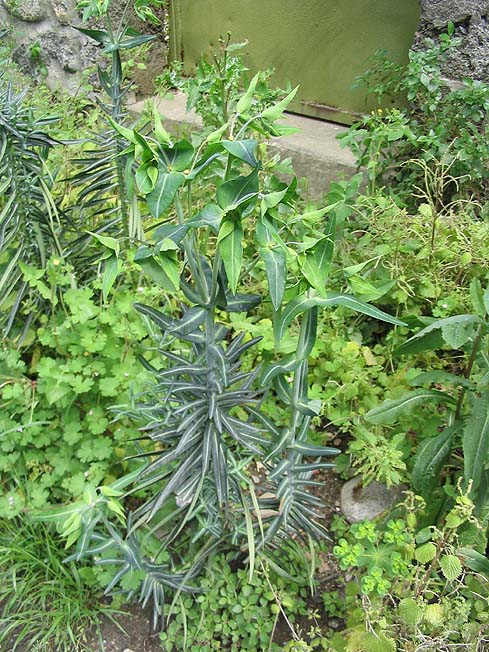
Euphorbe épurge
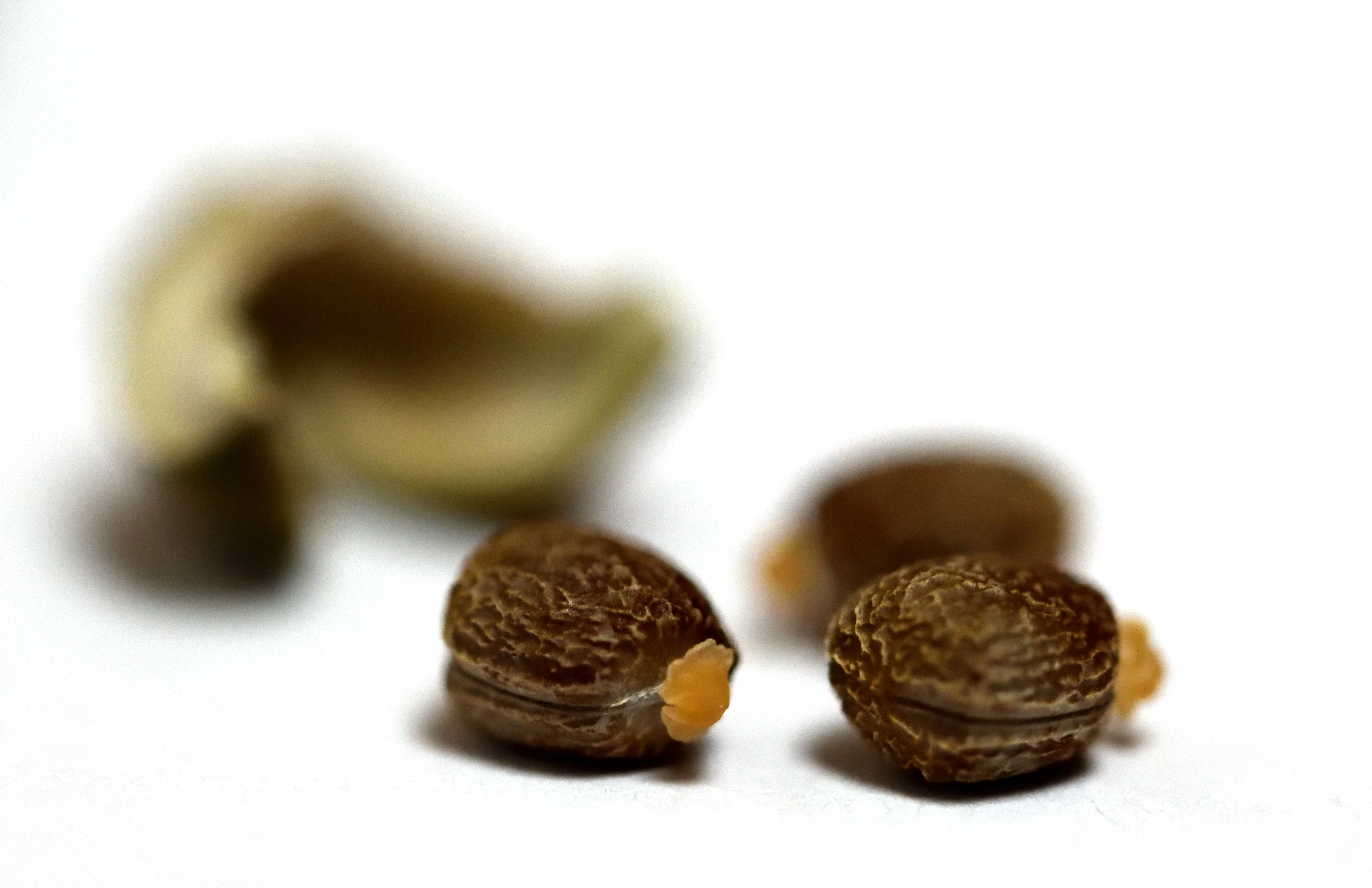
Graines d'euphorbe épurge

## Caractéristiques
Organes reproducteurs
- Type d’inflorescence : cyathe
- Répartition des sexes : monoïque
- Type de pollinisation : entomogame
- Période de floraison : mai à juillet

Graine
- Type de fruit : capsule
- Mode de dissémination : Autochorie

Habitat et répartition
- Habitat type: friches vivaces xérophiles, méditerranéennes
- Aire de répartition: méditerranéen

Données d’après: Julve, Ph., 1998 ff. - Baseflor. Index botanique, écologique et chorologique de la flore de France. Version : 23 avril 2004. 

## Propriétés
Comme toutes les euphorbes, la plante laisse s'écouler un latex blanc quand on la coupe.
L'huile extraite des graines a été utilisée pour l'éclairage.
C’est une plante qui a la réputation, non vérifiée, de faire fuir les taupes. Cette réputation doit être attribuée aux tiges fraîches que l'on introduit cassées dans les galeries de taupe ou de campagnol, c'est le latex corrosif qui irrite le nez de la taupe et non pas la plante proprement dite. On peut réaliser un extrait fermenté et le répandre dans les galeries, son effet est considéré comme répulsif.
Les graines ont été utilisées comme purgatif, plutôt violent. Le latex a servi à traiter les verrues. Elle fait partie des plantes dont la culture est recommandée dans les jardins du domaine royal par le capitulaire De Villis.
C’est une plante toxique. Le contact du latex avec la peau crée une irritation assez rapide et persistante. En cas d’ingestion, des brûlures des muqueuses de la bouche et de l’œsophage sont à craindre ainsi que des douleurs d’estomac pouvant entraîner des vomissements.

## Autre plante appelée "épurge"
- Laurier épurge ou daphné lauréole (Daphne laureola), Thyméléacées.